# Nawuri
Le nawuri est une langue kwa, du groupe des langues gouang, parlée au Ghana.